# Piettarasjärvi
Piettarasjärvi är en sjö i Kiruna kommun i Lappland och ingår i Torneälvens huvudavrinningsområde. Sjön har en area på 1,96 kvadratkilometer och ligger 359 meter över havet. Piettarasjärvi ligger i Torne och Kalix älvsystem Natura 2000-område. Sjön avvattnas av vattendraget Piettarasjoki.

## Delavrinningsområde
Piettarasjärvi ingår i det delavrinningsområde (754570-170283) som SMHI kallar för Utloppet av Piettarasjärvi. Medelhöjden är 415 meter över havet och ytan är 21,76 kvadratkilometer. Det finns inga avrinningsområden uppströms utan avrinningsområdet är högsta punkten. Piettarasjoki som avvattnar avrinningsområdet har biflödesordning 3, vilket innebär att vattnet flödar genom totalt 3 vattendrag innan det når havet efter 374 kilometer. Avrinningsområdet består mestadels av skog (88 procent). Avrinningsområdet har 2,07 kvadratkilometer vattenytor vilket ger det en sjöprocent på 9,5 procent.